# Plum Lake
Plum Lake – miasto w Stanach Zjednoczonych, w stanie Wisconsin, w hrabstwie Vilas.